# Halifax (Schiff, 1992)
Die Halifax, auch HMCS Halifax (Kennung: FFH 330), ist eine Fregatte und Typschiff der gleichnamigen Klasse der Royal Canadian Navy. Das Schiff ist nach der Stadt Halifax in der Provinz Nova Scotia benannt.

## Geschichte
Die spätere Halifax wurde am 19. März 1987 bei Saint John Shipbuilding in Saint John in der Provinz New Brunswick auf Kiel gelegt. Der Stapellauf erfolgte am 30. April 1988 und die Indienststellung am 29. Juni 1992.
Nach dem Absturz von Swissair-Flug 111 war sie an der Such- und Bergungsoperation beteiligt. Nachdem die Halifax im Januar 2010 nach dem Erdbeben in Haiti wiederum zur Hilfe eingesetzt worden war, kam sie ab September des Jahres als erstes Schiff ihrer Klasse zur Generalüberholung im Rahmen des FrigatE Life EXtension (FELEX)–Programmes.